# عز الدين ذو الفقار
عز الدين ذو الفقار (28 أكتوبر 1919 - 1 يوليو 1963)، مخرج سينمائي مصري. لُقِّب بألقاب عديدة لنجاحاته في السينما المصرية منها فارس الرومانسية وشاعر السينما. يُعد من أهم المخرجين في العصر الذهبي للسينما المصرية.

## بداية حياته
ولد في حي العباسية بالقاهرة في 28 أكتوبر 1919 فوالده الاميرالاي أحمد مراد بك ذو الفقار كان عميد شرطة ووالدته نبيلة هانم ذو الفقار وهو الشقيق الأوسط للفنانين محمود ذو الفقار وصلاح ذو الفقار.

## حياته المهنية
كان ذو الفقار طالبا نابغا وحصل على منحة ودرس علم الفلك. بعد المدرسة الثانوية ، التحق بالكلية العسكرية لإرضاء والده ، على الرغم من أن ذو الفقار لم يعترض على الفكرة نفسها لأنه رأى أن تعلم الدراسات العسكرية من شأنه أن يوسع تصوراته. خلال تلك الفترة تعرف على عدد من الشخصيات البارزة التي شكلت السياسة المصرية فيما بعد ، مثل الرئيس جمال عبد الناصر والرئيس أنور السادات ويوسف السباعي وثروت عكاشة وأعضاء آخرين في حركة الضباط الأحرار الذين قاموا بثورة يوليو 1952. وبعد ذلك تم ترشيحه مرتين لمنصب وزير الثقافة ، لكنه رفض منصب الدولة لأنه كان يحب السينما.
تخرج من الكلية الحربية وأصبح لاحقًا ملازم. على الرغم من كونه ضابطًا مميزًا ، إلا أن حدثًا مأساويًا هز ذو الفقار حتى النخاع وهو وفاة والده الذي كان قريبًا جدًا منه وعانى من الاكتئاب ونصحه إخوته بتغيير أسلوب حياته ومهنته وبالفعل استقال بعد ذلك وهو برتبة يوزباشي (نقيب) في سلاح المدفعية ليعمل بالسينما التي كان يعشقها منذ الصِغَر وبدأ بالعمل مساعد للمخرج محمد عبد الجواد في أفلام الدنيا بخير 1946، وأزهار وأشواك 1947، وعادت إلى قواعدها 1946.
قام بكتابة قصة وسيناريو فيلم أسير الظلام في عام 1947 الذي اشترك في كتابة الحوار معه الشاعر أحمد رامي، كما أتيح له أن يقوم بإخراج هذا السيناريو الذي كان من بطولة مديحة يسري وسراج منير ومحمود المليجي وزوزو شكيب وثريا فخري ونجمة إبراهيم، وهو الفيلم نفسه الذي أعاد تقديمه في العام 1962 بعنوان الشموع السوداء من بطولة مايسترو الكرة المصرية صالح سليم والفنانة نجاة الصغيرة. وفي العام نفسه قدم فيلمين الأول مأخوذ عن السيرة الشعبية أبو زيد الهلالي 1947 عن مغامرات البطل الشعبي الشهير، تمثيل سراج منير وفاتن حمامة، والثاني بعنوان الكل يغني كتب له القصة والسيناريو وكان الفيلم من بطولة كلً من كاميليا وأميرة أمير.
كما اشترك بالتمثيل في فيلم خلود عام 1948 أمام فاتن حمامة وبشارة واكيم وكمال الشناوي وإسماعيل يس ومحمود السباع، وكان من إنتاجه بالاشتراك مع أحمد حمامة والد فاتن حمامة. عملت فاتن حمامة معه في مجموعة كبيرة من أفلامه وكانت البداية في فيلم أبو زيد الهلالي عام 1947 الذي أتى بعده عدة أفلام سينمائية متميزة أهمها أنا الماضي عام 1951، وسلوا قلبي عام 1952، وموعد مع الحياة عام 1953، وموعد مع السعادة عام 1954 وهو آخر أفلامهما معاً قبل انفصالهما. قام ذو الفقار بإخراج فيلمين تسجيليين هما «حرب الإشاعات» 1954، ونشيد الوطن الأكبر من تلحين عبد الوهاب وغناء مجموعة كبيرة من المطربين والمطربات عام 1960. أخر أفلامه كان فيلم الشموع السوداء عام 1962.
في عام 1958، أسس ذو الفقار برفقة شقيقه الأصغر صلاح ذو الفقار شركة للإنتاج السينمائي هي شركة أفلام عز الدين ذو الفقار، وأنتجت الشركة العديد من الأفلام الهامة، منها بين الأطلال في عام 1959، الرجل الثاني عام 1959، ملاك وشيطان عام 1960، الرباط المقدس عام 1960، وصراع الأبطال في عام 1962. مشوار ذو الفقار السينمائي لم يتخطي سوي 16 عاما وذلك نظرا لوفاته في سن الشباب ولكنه ترك تاريخا ثريا ومليئا بالنجاحات فرصيده كمخرج يصل إلي 33 فيلم، منهم 3 أفلام في قائمة أفضل مئة فيلم مصري في القرن العشرين ورصيده كمؤلف يصل إلي 26 فيلم.

## حياته الشخصية
تزوج عز الدين ذو الفقار من فاتن حمامة عام 1947 وأخرج لها العديد من الأفلام وأنجبا ابنتهما نادية التي اشتركت بالتمثيل وهي طفلة في فيلم موعد مع السعادة 1954 وكان من إخراج والدها. وانفصلا عام 1954.
ويقول عز عن زواجهما في مذكراته التي كشفتها مجلة نصف الدنيا عام 2000; «تزوجنا في مغامرة، كنا نعمل في فيلم (خلود) وعقد القران في فيلا فؤاد الجزايرلي وكان شهود العقد جليل البنداري وأنيس حامد، وكان السبب في السرية أن أهلها اعترضوا على الزواج وبدأت الوقيعة بيني وبينها حين أسندت بطولة فيلم إلى فنانة أخرى، فتفسر فاتن العناية بالعمل على أنها عناية بالبطلة وانتهينا إلى الطلاق وكان قرارًا سليمًا لم تطلق فيه رصاصة واحدة على سمعة أي طرف منا. وذهب ما توهمته حبًا وبقي بيني وبين فاتن الشيء الخالد الصداقة». ظلت العلاقة الفنية والإنسانية بينهما مستمرة، وفي أفضل حالتها، واستمر التعاون بينهما  وقدم ذو الفقار وفاتن حمامة بعد انفصالهما أفلام طريق الأمل عام 1957، وبين الأطلال عام 1959، ونهر الحب عام 1960. تزوج ذو الفقار في عام 1954 من الممثلة كوثر شفيق وظلت زوجته حتي وفاته وأنجب منها ابنتهما دينا ذو الفقار.

## التكريم
- مصر: وسام الجمهورية في العلوم والفنون من الطبقة الأولي.[24][25]

## الجوائز
حصل عز الدين ذو الفقار على عدة جوائز، منها:
- جائزة الدولة الثانية في الإخراج عن فيلم أنا الماضي 1951.
- جائزة مهرجان المركز الكاثوليكي المصري للسينما عن فيلم وفاء 1953
- جائزة مهرجان المركز الكاثوليكي المصري للسينما عن فيلم موعد مع الحياة عام 1953.
- جائزة الصحافة اللبنانية عن فيلم موعد مع الحياة عام 1953.
- جائزة الدولة لأحسن قصة عن فيلم بورسعيد 1957.
- جائزة الدولة في الإنتاج عن فيلم صراع الأبطال في عام 1963.[26]
- جائزة الدولة في السيناريو عن فيلم صراع الأبطال في عام 1963.

## أعماله

### إخراج
- 1947: أسير الظلام
- 1947: الكل يغني
- 1947: أبو زيد الهلالي
- 1948: خلود
- 1949: صاحبة الملاليم
- 1949: إجازة في جهنم
- 1951: أنا الماضي
- 1952: سلوا قلبي
- 1953: أقوى من الحب
- 1953: موعد مع الحياة
- 1953: قطار الليل
- 1953: ابن الحارة
- 1953: وفاء
- 1954: رقصة الوداع
- 1954: الشك القاتل
- 1954: موعد مع السعادة
- 1955: إني راحلة
- 1955: أغلى من عينيه
- 1955: الغائبة
- 1955: شاطئ الذكريات
- 1956: هارب من الحب
- 1956: عيون سهرانة
- 1957: طريق الأمل
- 1957: بورسعيد
- 1957: رد قلبي
- 1958: امرأة في الطريق
- 1958: شارع الحب
- 1959: الرجل الثاني
- 1959: بين الأطلال
- 1960: البنات والصيف
- 1960: نهر الحب
- 1962: موعد في البرج
- 1962: الشموع السوداء

### تأليف
- 1947: أسير الظلام
- 1947: الكل يغني
- 1947: أبو زيد الهلالي
- 1948: خلود
- 1949: صاحبة الملاليم
- 1949: أجازة في جهنم
- 1951: أنا الماضي
- 1952: سلوا قلبي
- 1953: قطار الليل
- 1953: ابن الحارة
- 1953: وفاء
- 1954: موعد مع السعادة
- 1955: أغلى من عينيه
- 1955: شاطئ الذكريات
- 1956: هارب من الحب
- 1956: عيون سهرانة
- 1957: طريق الأمل
- 1957: بورسعيد
- 1957: رد قلبي
- 1958: شارع الحب
- 1959: الرجل الثاني
- 1959: بين الأطلال
- 1960: نهر الحب
- 1962: صراع الأبطال
- 1962: موعد في البرج
- 1962: الشموع السوداء
- 1963: الناصر صلاح الدين

### تمثيل
- 1940: الورشة
- 1947: الكل يغني
- 1947: أبو زيد الهلالي
- 1948: خلود
- 1957: بورسعيد

### إنتاج
- 1959: بين الأطلال
- 1959: الرجل الثاني
- 1960: ملاك وشيطان
- 1960: الرباط المقدس
- 1961: بلا دموع
- 1962: صراع الأبطال
- 1962: الشموع السوداء

## وفاته
توفي عز الدين ذو الفقار في القاهرة في 1 يوليو 1963 بعد صراع مرير مع المرض، وكان عمره لم يتجاوز 43 عاماً.

## وصلات خارجية
- عز الدين ذو الفقار على موقع IMDb (الإنجليزية)
- عز الدين ذو الفقار على موقع الدهليز
- عز الدين ذو الفقار على موقع قاعدة بيانات الأفلام العربية
- عز الدين ذو الفقار على موقع ألو سيني (الفرنسية)
- عز الدين ذو الفقار على موقع أول موفي (الإنجليزية)
- عز الدين ذو الفقار على موقع قاعدة بيانات الفيلم (الإنجليزية)
- عز الدين ذو الفقار على موقع كينوبويسك (الروسية)
- وفاة فارس الرومانسية المخرج عز الدين ذو الفقار ، جريدة المصري اليوم في 23 يوليو 2011
- عزالدين ذو الفقار. الرومانسي[وصلة مكسورة] ، جريدة الأهرام المسائي في 23 يوليو 2011